# 塞巴斯蒂安·約恩森
塞巴斯蒂安·温特尔·约恩森（丹麥語：Sebastian Vinther Jørgensen；2000年6月8日—）是一名丹麥足球運動員，司職翼鋒，現時效力瑞超球會諾高平 (馬模外借)。

## 球會生涯
约恩森在家鄉球會锡尔克堡學習踢球，在2018年8月8日首次職業上場參加丹麥盃第一輪賽事，他在65分鐘上場，球隊最終以4-0晉級。之後他在8月28日簽下職業合約至2022年。2020/21球季，他在丹麦足球甲级联赛中共上場28次及打進8球，助球隊升上丹麥足球超級聯賽。2021/22球季，他在聯賽中上場32次並打進11球。2022/23球季，他在丹麥足球超級聯賽中上場28次並打進6球。
2023年6月，他轉投瑞超球會馬模。

## 國家隊生涯
2018年9月7日，他首次代表丹麥U19上場，參加對挪威U19的比賽並以2-1取勝。

## 榮譽
馬模
- 瑞典足球超级联赛冠軍：2023
- 瑞典盃：2023/24